# メタラサイクル

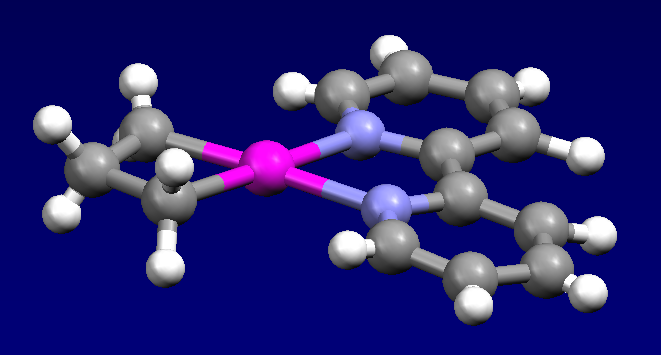
白金シクロブタン錯体PtC_{3}H_{6}(2,2'-ビピリジン)の構造

メタラサイクル(Metallacycle)は、有機金属化学において、炭素環化合物の少なくとも1つの炭素中心が金属に置換した誘導体である。複素環にいくらか似ている。メタセシス反応やアルキン環化三量化等の反応の中間体としてしばしば現れる。有機合成においては、オルトメタル化は、C-H活性化によるアレン環の官能基化に広く用いられる。環状炭素化合物の金属原子置換の主な効果の1つは、典型金属の大きなサイズにより、幾何を歪めることである。

## 命名
通常、メタラサイクルは、2つの金属-炭素結合を持つ環状化合物である。

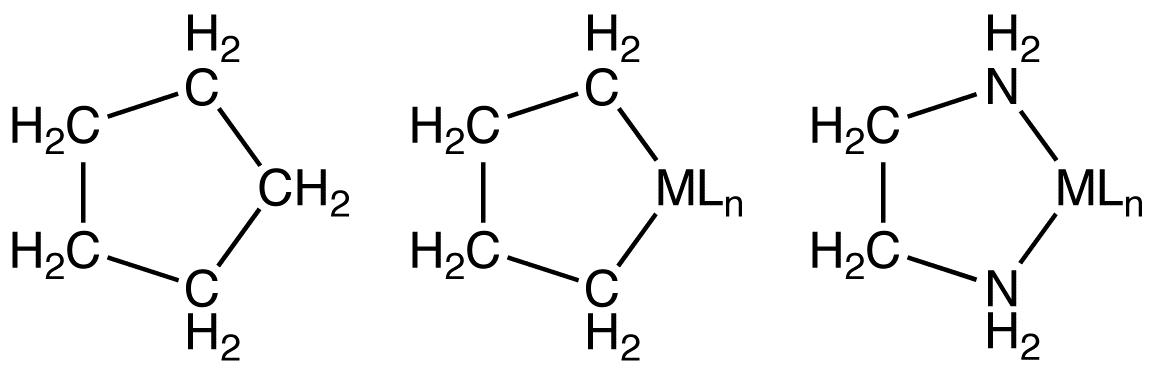
左から、炭素環（シクロペンタン）、メタラサイクル（メタラシクロペンタン）、金属がキレートしたエチレンジアミンの構造

例えばキレート環等、環の中に金属を含む多くの化合物が知られている。通常、これらの化合物はメタラサイクルには分類されないが、命名規則が厳密に守られている訳ではない。
配位化学や超原子化学の分野では、例として、メタラクラウン、メタラクリプタート、メタラヘリックス、分子車輪等がある。

## 分類
金属-アルケン錯体は、最小のメタラサイクルと見做すことができるが、通常はメタラサイクルには分類されない。Dewar-Chatt-Duncansonモデルでは、M(η2-アルケン)中心の共鳴構造の1つは、メタラシクロプロパンである。

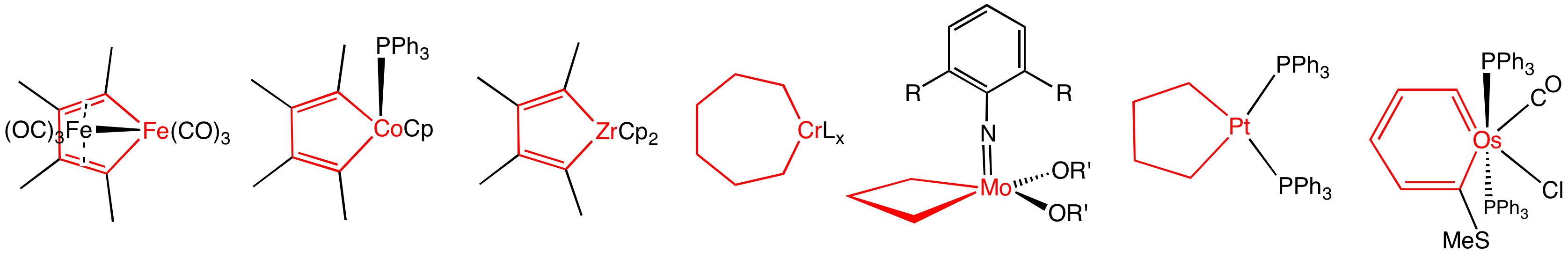
代表的なメタラサイクル。左から、フェロール、コバルトアシクロペンタジエン、ジルコンアシクロペンタジエン、クロムアシクロヘプタン、モリブドアシクロブタン、プラチナアシクロペンタン、オスマベンゼン

### メタラシクロブタン
メタラシクロブタンの化学式はLnM(CH2)3で、LはMに付くリガンドである。安定化合物の例として、(PPh3)2Pt(CH2)3がある。最初の例は、シクロプロパンへの白金の酸化付加により作られた。

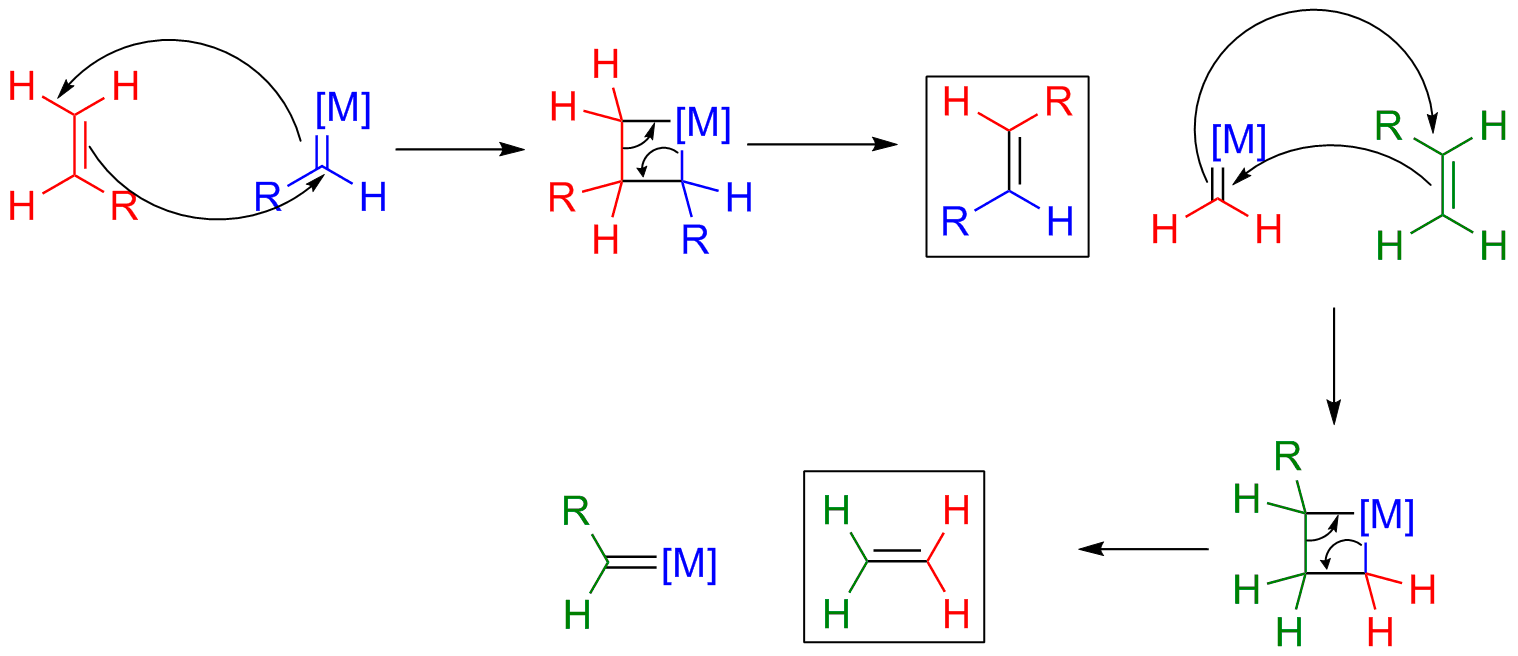
オレフィンメタセシス反応へのChauvin mechanism

メタラシクロブタン中間体は、メタセシス反応やエチレンのオリゴ化、二量化に関わる。メタセシス反応では、Chauvin mechanismが求電子性金属カルベン触媒のアルケンへの攻撃を引き起こす。

### メタラシクロペンタジエン及びメタラベンゼン
メタラシクロペンタジエンは、化学式LnM(CH)4の化合物である。大部分は、銅(I)や亜鉛(II)誘導体等の低原子価金属中心での2つのアルキンのカップリングにより生じる。後期遷移金属(Co, Ni)誘導体は、アルキンからアレンへの金属触媒三量化の中間体である。早期遷移金属(Ti, Zr)誘導体は、化学量論的用いられる。例えば、ジルコンアシクロペンタジエンは、Cp2ZrC4Me4は、C4Me42-の便利なキャリアである。最も古いメタラサイクルの1つかは、第一鉄のジメタラシクロペンタジエン錯体であり、化学式はFe2(C2R4)(CO)6である。これは、アルキンのカップリングやチオフェンの脱硫で生じる。
メタラシクロベンゼンは、化学式LnM(CH)5であり、CH中心の1つが遷移金属錯体で置換したベンゼン誘導体とみることができる。

### メタラシクロペンタン
メタラシクロペンタンの化学式は、LnM(CH2)4であり、金属触媒によりエチレンを二量化や三量化、四量化し、各々1-ブテン、1-ヘキセン、1-オクテンとする際の中間体となる。また、メタラシクロペンタンは、エチレンと金属酸化物からの不均一なメタセシス反応の触媒の進化における中間体として生じる。
メタラシクロペンタン中間体は、メタラシクロブタンに異性化すると提案されており、後者はその後、プロピレンが除去されてアルキリデンを生じる。

## オルトメタル化

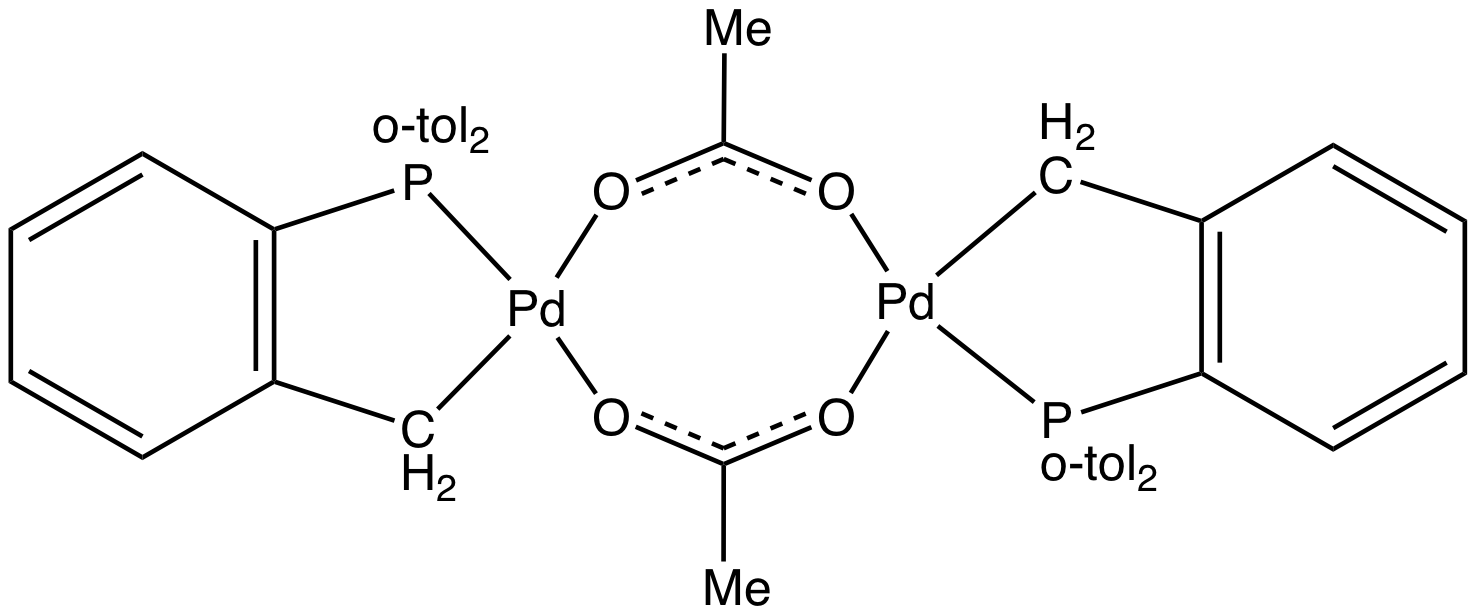
ヘルマン触媒（パラダサイクル）の構造

メタラサイクルは、アリルホスフィンやアミン等のアレン含有ドナーリガンドの環化によってもしばしば生じる。初期の例としては、IrCl(PPh3)3の環化による四員環IrPCCを含むIr(III)ヒドリドの形成が挙げられる。パラジウム(II)及び白金(II)は、長い間、アゾベンゼン、ベンジルアミン、2-フェニルピリジンのようなオルトメタル化芳香族リガンドと考えられてきた。これらの反応は、ソープ・インゴールド効果を含む置換効果による影響を強く受ける。アリル置換基を欠くリガンドは、メチル基活性化によりシクロメタル化されることがあり、その初期の例としてはメチルホスフィンリガンドの内部酸化付加がある。メタラサイクルの形成は、分子内C-H活性化過程を阻害する。このため、オルトメタル化に抵抗性を持つ特殊な「ピンサー錯体」リガンドが開発された。